# ダービーマッチ
ダービーマッチ（英語: Derby match）は、主にイギリスが発祥とされるフットボール（サッカー）などの球技のスポーツで広く使われている、ある共通の条件を持つクラブチーム同士の試合を指す言葉である。

## 概要
基本的にダービーマッチは、まず都市単位や州単位による地理的な要因によって発生し、その上に様々な特性が加わりながら次第に両者の間に敵対心が芽生え始め、ダービーマッチへと発展する。その主な特性としては、社会階級や所得格差などによる社会的な特性や、宗派・民族間の対立などによる政治的な特性、クラブチーム同士が持つ過去の禍根などによる歴史的な特性が挙げられるが、そのリーグによってダービーマッチそのものの性質は若干異なっている。
例えば、発祥の地とされるイングランドではあくまでも同一の都市や州の範囲内においてダービーマッチは終始しているが、イタリアでは歴史的な都市間の対立を背景に、まったく行政区画が異なる都市同士であってもダービーマッチが成立している事が少なくない。また、スペインでは民族問題といった歴史的な対立を背景とした一戦で重要視する傾向が多く見られ、貧富の差が激しいブラジルやアルゼンチンでは所得格差による社会的な対立によるダービーマッチが多い。ちなみに、ソビエト連邦などの共産主義圏の国や地域では、政府系のクラブチームと民衆系のクラブチームによる政治的な特性の強いダービーマッチがかつては多く見られたが、国家の独立や民主化といった時代の変化で、現在では単なるサポーターとクラブチームによる儀式と化している事が多い。

## 表記
英語圏ではダービーマッチ（Derby match）や単にダービー（Derby）と表記するが、スペイン語圏およびポルトガル語圏ではデルビ（Derbi）、イタリア語圏およびフランス語圏ではデルビー（Derby）などと表記される。ただし、言葉が指している意味は同じである。
また、長期的に行われているダービーマッチ（伝統の一戦）の事をクラシックダービー（Classic derby）と英語圏では表記するが、スペイン語圏ではエル・クラシコ（El Clásico）、フランス語圏ではル・クラスィク（Le Classique）、ポルトガル語圏ではオ・クラシコ（O Clássico）、ドイツ語圏ではデア・クラシカー（Der Klassiker）、オランダ語圏ではデ・クラシケル（De Klassieker）と表記し、それぞれ定冠詞がつく場合は自国リーグの伝統の一戦として特定のカードを指す。
また、ヨーロッパ（UEFA）ではエターナルダービー（Eternal derby）というダービーマッチが存在する。

## 定義
- ダービーマッチは主に以下の2つに大別される。

ローカルダービー（Local derby）
同一の行政区画の範囲内や、地理的に近隣関係のある異なった行政区画に本拠地（ホームタウン）を置いているクラブチーム同士の試合の事を指し、その地名や地域名を頭に付けて「○○ダービー」という。なお、ナショナルチーム同士でも用いられる場合がある。また、これらの中にはその国や地域の政治的な背景を色濃く抱えている試合も少なくない。
ナショナルダービー（National derby）
行政区画に関係なく、実力や人気の面でそのリーグを代表するクラブチーム同士が対戦する試合を指す。ただし、この「ナショナルダービー」という用語は日本でのみ使われる和製英語である。

## 語源
- 「ダービーマッチ」の語源については幾つかの説が存在するが、ここではそれらの中でも特に有力に考えられている説を紹介する。

「地名」説
イングランド中部、イースト・ミッドランズ地方のダービーシャー州にある都市のダービーでは毎年「聖ペテロ教会」と「オールセインツ教会」の2つの教会区に分かれ、町内を二分して行われるフットボール（現在のサッカーとは異なる）の試合があった。そのため、現在のように町、あるいは該当する地域を二分して激しい試合が行われることを「○○ダービー」と呼ぶようになった。

## ローカルダービー

### クラブチーム

#### ヨーロッパ (UEFA)
|                          | ダービー名                                  | 対戦クラブ |
| ------------------------ | ------------------------------------------- | --- |
| イングランド             | マージーサイド・ダービー                    | リヴァプールFC、エヴァートンFC |
| イングランド             | マンチェスター・ダービー                    | マンチェスター・ユナイテッドFC、マンチェスター・シティFC                                                                                 |
| イングランド             | タイン・ウェア・ダービー                    | ニューカッスル・ユナイテッドFC、サンダーランドAFC                                                                                        |
| イングランド             | タイン・ティーズ・ダービー                  | ニューカッスル・ユナイテッドFC、ミドルズブラFC                                                                                           |
| イングランド             | ティーズ・ウィア・ダービー                  | サンダーランドAFC、ミドルズブラFC |
| イングランド             | スティール・シティ・ダービー                | シェフィールド・ユナイテッドFC、シェフィールド・ウェンズデイFC                                                                           |
| イングランド             | バーミンガム・ダービー                      | バーミンガム・シティFC、アストン・ヴィラFC                                                                                               |
| イングランド             | ノース・ロンドン・ダービー                  | トッテナム・ホットスパーFC、アーセナルFC                                                                                                 |
| イングランド             | ウェスト・ロンドン・ダービー                | チェルシーFC、フラムFC、クイーンズパーク・レンジャーズFC、ブレントフォードFC                                                             |
| イングランド             | イースト・ロンドン・ダービー                | ウェストハム・ユナイテッドFC、ミルウォールFC、レイトン・オリエントFC                                                                     |
| イングランド             | ビッグロンドン・ダービー                    | アーセナルFC、チェルシーFC |
| イングランド             | ローズ・ダービー                            | マンチェスター・ユナイテッドFC、リーズ・ユナイテッドFC                                                                                   |
| イングランド             | M23ダービー（A23ダービー）                  | ブライトン・アンド・ホーヴ・アルビオンFC、クリスタル・パレスFC                                                                           |
| イングランド             | M69ダービー                                 | レスター・シティFC、コヴェントリー・シティFC                                                                                             |
| イングランド             | ノッティンガム・ダービー                    | ノッティンガム・フォレストFC、ノッツ・カウンティFC                                                                                       |
| イングランド             | ブリストル・ダービー                        | ブリストル・ローヴァーズFC、ブリストル・シティFC                                                                                         |
| イングランド             | イースト・アングリア・ダービー              | ノリッジ・シティFC、イプスウィッチ・タウンFC                                                                                             |
| イングランド             | ウェスト・ミッドランズ・ダービー            | アストン・ヴィラFC、バーミンガム・シティFC、ウェスト・ブロムウィッチ・アルビオンFC、ウルヴァーハンプトン・ワンダラーズFC                 |
| イングランド             | ブラックカントリー・ダービー                | ウェスト・ブロムウィッチ・アルビオンFC、ウルヴァーハンプトン・ワンダラーズFC                                                             |
| イングランド             | ウェスト・ヨークシャー・ダービー            | リーズ・ユナイテッドFC、ブラッドフォード・シティAFC                                                                                      |
| イングランド             | イースト・ランカシャー・ダービー            | ブラックバーン・ローヴァーズFC、バーンリーFC                                                                                             |
| イングランド             | ウェストランカシャー・ダービー              | ブラックプールFC、プレストン・ノースエンドFC                                                                                             |
| イングランド             | サウスコースト・ダービー                    | ポーツマスFC、サウサンプトンFC |
| イングランド             | サウスウェールズ・ダービー                  | カーディフ・シティFC、スウォンジー・シティAFC                                                                                            |
| イングランド             | デヴォンダービー                            | エクセター・シティFC、プリマス・アーガイルFC                                                                                             |
| イングランド             | クロスボーダーダービー                      | チェスターFC、レクサムFC |
| スコットランド           | オールドファーム                            | セルティックFC、レンジャーズFC |
| スコットランド           | エディンバラ・ダービー                      | ハート・オブ・ミドロシアンFC、ハイバーニアンFC                                                                                           |
| スコットランド           | ダンディーダービー                          | ダンディーFC、ダンディー・ユナイテッドFC                                                                                                 |
| スコットランド           | ニューファーム                              | アバディーンFC、ダンディー・ユナイテッドFC                                                                                               |
| スコットランド           | エアーシャーダービー                        | キルマーノックFC、エア・ユナイテッド |
| 北アイルランド           | ベルファストダービー                        | リンフィールドFC、グレントランFC、クリフトンビルFC、クルセイダーズFC                                                                     |
| 北アイルランド           | ミッド・アルスターダービー                  | ポータダウンFC、グレナボンFC |
| アイルランド             | ダブリンダービー                            | シャムロック・ローヴァーズFC、ボヘミアンFC、セント・パトリックス・アスレティックFC、シェルボーンFC                                       |
| アイルランド             | ノースウェストダービー                      | デリー・シティFC、フィン・ハープスFC |
| アイルランド             | ラウスダービー                              | ドロヘダ・ユナイテッドFC、ダンドークFC                                                                                                   |
| アイルランド             | コークダービー                              | コーク・シティFC、コーヴ・ランブラーズFC                                                                                                 |
| アイルランド             | マンスターダービー                          | コーク・シティFC、ウォーターフォード・ユナイテッドFC                                                                                     |
| アイルランド             | コノートダービー                            | ゴールウェイ・ユナイテッドFC、スライゴ・ローヴァーズFC                                                                                   |
| スペイン                 | マドリードダービー                          | レアル・マドリード、アトレティコ・マドリード、ラージョ・バジェカーノ、ヘタフェCF                                                         |
| スペイン                 | カタルーニャダービー （バルセロナダービー） | FCバルセロナ、RCDエスパニョール、ジムナスティック・タラゴナ                                                                              |
| スペイン                 | ガリシア・ダービー                          | セルタ・デ・ビーゴ、デポルティーボ・ラ・コルーニャ                                                                                       |
| スペイン                 | セビージャ・ダービー (デルビ・セビジャーノ) | セビージャFC、レアル・ベティス |
| スペイン                 | バスク・ダービー                            | アスレティック・ビルバオ、レアル・ソシエダ                                                                                               |
| スペイン                 | バレンシアダービー                          | バレンシアCF、レバンテUD、ビジャレアルCF                                                                                                 |
| スペイン                 | アストゥリアス・ダービー                    | スポルティング・デ・ヒホン、レアル・オビエド                                                                                             |
| スペイン                 | カナリア諸島ダービー                        | UDラス・パルマス、CDテネリフェ |
| スペイン                 | アリカンテダービー                          | エルクレスCF、アリカンテCF |
| スペイン                 | ガディターノダービー                        | カディスCF、ヘレスCD |
| スペイン                 | カスティーリャ・レオンダービー              | レアル・バリャドリード、UDサラマンカ |
| スペイン                 | マジョルカダービー                          | RCDマヨルカ、CDアトレティコ・バレアレス                                                                                                  |
| ポルトガル               | リスボンダービー                            | スポルティングCP、SLベンフィカ、CFベレネンセス                                                                                           |
| ポルトガル               | ポルトダービー                              | FCポルト、ボアヴィスタFC |
| ポルトガル               | ミーニョダービー                            | SCブラガ、ヴィトーリアSC |
| ポルトガル               | モンデーゴダービー                          | アカデミカ・コインブラ、ナヴァル1ﾟ・ダ・マイオ                                                                                           |
| ポルトガル               | セントロ地方ダービー                        | アカデミカ・コインブラ、ナヴァル1ﾟ・ダ・マイオ、UDレイリア、SCベイラ・マル                                                               |
| ポルトガル               | マデイラダービー                            | CSマリティモ、CDナシオナル |
| イタリア                 | ミラノダービー                              | インテルナツィオナーレ・ミラノ、ACミラン                                                                                                 |
| イタリア                 | デルビー・デッラ・カピターレ                | ASローマ、SSラツィオ |
| イタリア                 | デルビー・デッラ・モーレ                    | ユヴェントスFC、トリノFC |
| イタリア                 | デルビー・デッラ・ランテルナ (灯台ダービー) | UCサンプドリア、ジェノアCFC |
| イタリア                 | ヴェローナダービー                          | ACキエーヴォ・ヴェローナ、エラス・ヴェローナFC                                                                                           |
| イタリア                 | ロンバルディアダービー                      | ブレシア・カルチョ、アタランタBC |
| イタリア                 | フリウリダービー                            | ウディネーゼ・カルチョ、SSDウニオーネ・トリエスティーナ2012                                                                              |
| イタリア                 | トスカーナダービー                          | ACFフィオレンティーナ、エンポリFC、SSローブル・シエーナ、ASリヴォルノ・カルチョ                                                          |
| イタリア                 | エミリアダービー                            | パルマ・カルチョ1913、ボローニャFC、USサッスオーロ・カルチョ、S.P.A.L.、カルピFC                                                         |
| イタリア                 | カンパニアダービー                          | SSCナポリ、USサレルニターナ1919、ベネヴェント・カルチョ                                                                                  |
| イタリア                 | プッリャダービー                            | SSCバーリ、USレッチェ |
| イタリア                 | デルビー・デッロ・ストレット 海峡ダービー   | レッジーナ1914、ACRメッシーナ |
| イタリア                 | デルビー・ディ・シチリア                    | USチッタ・ディ・パレルモ、カルチョ・カターニア                                                                                           |
| イタリア                 | デルビー・デル・ソーレ                      | SSCナポリ、ASローマ |
| イタリア                 | アペニンダービー                            | ボローニャFC、ACFフィオレンティーナ |
| オーストリア             | ウィーンダービー                            | SKラピード・ウィーン、FKアウストリア・ウィーン                                                                                           |
| オーストリア             | グラーツダービー                            | SKシュトゥルム・グラーツ、グラーツァーAK                                                                                                 |
| オーストリア             | 西部ダービー                                | レッドブル・ザルツブルク、FCヴァッカー・インスブルック                                                                                   |
| スイス                   | チューリッヒダービー                        | FCチューリッヒ、グラスホッパーズ |
| スイス                   | ベルンダービー                              | BSCヤングボーイズ、FCトゥーン |
| スイス                   | ティチーノ州ダービー                        | ACベッリンツォーナ、ACルガーノ |
| スイス                   | ルツェルン州ダービー                        | FCルツェルン、SCクリエンス |
| スイス                   | レマン湖ダービー                            | セルヴェットFC、FCローザンヌ・スポルト                                                                                                   |
| フランス                 | デュルビ・デュ・ローヌ                      | オリンピック・リヨン、ASサンテティエンヌ                                                                                                 |
| フランス                 | 地中海ダービー                              | オリンピック・マルセイユ、OGCニース |
| フランス                 | コートダジュール・ダービー                  | ASモナコ、OGCニース |
| フランス                 | ラングドックダービー                        | モンペリエHSC、ニーム・オリンピック |
| フランス                 | コルシカ・ダービー                          | ACアジャクシオ、SCバスティア |
| フランス                 | ノルマンディー・ダービー                    | SMカーン、ル・アーヴルAC |
| フランス                 | デュルビ・ドゥ・ラ・ブルターニュ            | FCナント、スタッド・レンヌ、FCロリアン、EAギャンガン、スタッド・ブレスト29                                                               |
| フランス                 | アトランティック・ダービー                  | FCジロンダン・ボルドー、FCナント |
| フランス                 | デュルビ・デュ・ノール                      | RCランス、リールOSC |
| フランス                 | ロレーヌダービー                            | ASナンシー、FCメス |
| フランス                 | アンジュー・ダービー                        | アンジェSCO、スタッド・ラヴァル |
| フランス                 | ガロンヌ・ダービー                          | FCジロンダン・ボルドー、トゥールーズFC                                                                                                   |
| フランス                 | ショック・ドゥ・オランピック                | オリンピック・マルセイユ、オリンピック・リヨン                                                                                           |
| オランダ                 | ロッテルダムダービー                        | フェイエノールト、スパルタ・ロッテルダム、SBVエクセルシオール                                                                            |
| オランダ                 | ライトシティーダービー                      | PSVアイントホーフェン、FCアイントホーフェン                                                                                              |
| オランダ                 | 北部ダービー                                | FCフローニンゲン、SCヘーレンフェーン |
| オランダ                 | 西部ダービー                                | FCトゥウェンテ、ヘラクレス・アルメロ |
| オランダ                 | フローニンゲン州ダービー                    | FCフローニンゲン、SCフェーンダム |
| オランダ                 | 北ブラバントダービー                        | ヴィレムII、NACブレダ |
| オランダ                 | リンブルフダービー                          | ローダJC、VVVフェンロー |
| オランダ                 | ヘルダーラントダービー                      | SBVフィテッセ、NECナイメヘン |
| ベルギー                 | ブリュッセルダービー                        | RSCアンデルレヒト、RWDMブリュッセルFC、ロイヤル・ユニオン・サン＝ジロワーズ                                                              |
| ベルギー                 | ブルフセ・スタッズデルビー                  | クラブ・ブルッヘ、サークル・ブルッヘ |
| ベルギー                 | リエージュダービー                          | スタンダール・リエージュ、RFCリエージュ                                                                                                  |
| ベルギー                 | アントワープダービー                        | ロイヤル・アントワープ、KベールスホットAC                                                                                                |
| ベルギー                 | ワロンダービー                              | スタンダール・リエージュ、シャルルロワSC                                                                                                 |
| ベルギー                 | シャルルロワダービー                        | シャルルロワSC、ROCシャルルロワ＝マルシェンヌ                                                                                            |
| ベルギー                 | メヘレンダービー                            | KVメヘレン、KRCメヘレン |
| ベルギー                 | リンブルフダービー                          | KRCヘンク、シント＝トロイデンVV |
| ドイツ                   | ルールダービー                              | ボルシア・ドルトムント、シャルケ04 |
| ドイツ                   | ミュンヘン・ダービー                        | FCバイエルン・ミュンヘン、TSV1860ミュンヘン                                                                                              |
| ドイツ                   | バヴァリアン・ダービー                      | FCバイエルン・ミュンヘン、1.FCニュルンベルク、FCアウクスブルク、FCインゴルシュタット04、SpVggグロイター・フュルト、SpVggウンターハヒンク |
| ドイツ                   | ハンブルク・ダービー                        | ハンブルガーSV、FCザンクトパウリ |
| ドイツ                   | ベルリン・ダービー                          | ヘルタ・ベルリン、1.FCウニオン・ベルリン、ベルリナーFCディナモ                                                                           |
| ドイツ                   | ラインダービー                              | バイエル・レバークーゼン、1.FCケルン、ボルシア・メンヒェングラートバッハ、フォルトゥナ・デュッセルドルフ                                 |
| ドイツ                   | マインダービー                              | アイントラハト・フランクフルト、キッカーズ・オッフェンバッハ                                                                             |
| ドイツ                   | ライン・マインダービー                      | アイントラハト・フランクフルト、1.FSVマインツ05                                                                                          |
| ドイツ                   | ヘッセン州ダービー                          | アイントラハト・フランクフルト、SVダルムシュタット98                                                                                     |
| ドイツ                   | ニーダーザクセン・ダービー                  | ハノーファー96、VfLヴォルフスブルク、アイントラハト・ブラウンシュヴァイク                                                                |
| ドイツ                   | ノルト・ダービー                            | ハンブルガーSV、ヴェルダー・ブレーメン                                                                                                   |
| ドイツ                   | スッドダービー                              | FCバイエルン・ミュンヘン、VfBシュトゥットガルト                                                                                          |
| ドイツ                   | シュトゥットガルト・ダービー                | VfBシュトゥットガルト、シュトゥットガルト・キッカーズ                                                                                    |
| ドイツ                   | バーデン＝ヴュルテンベルクダービー          | VfBシュトゥットガルト、カールスルーエSC、SCフライブルク、TSG1899ホッフェンハイム                                                         |
| ドイツ                   | フランクフルト・ダービー                    | アイントラハト・フランクフルト、FSVフランクフルト                                                                                        |
| ドイツ                   | ザクセン州ダービー                          | RBライプツィヒ、1.FCディナモ・ドレスデン、FCエルツゲビルゲ・アウエ                                                                       |
| ドイツ                   | ライプツィヒダービー                        | RBライプツィヒ、FCザクセン・ライプツィヒ                                                                                                 |
| ドイツ                   | テューリンゲン州ダービー                    | FCカールツァイス・イェーナ、FCロートヴァイス・エアフルト                                                                                 |
| チェコ                   | プラハダービー                              | ACスパルタ・プラハ、SKスラヴィア・プラハ、ボヘミアンズ1905                                                                               |
| チェコ                   | リベレツ州ダービー                          | スロヴァン・リベレツ、FKヤブロネツ |
| ポーランド               | クラクフダービー                            | KSクラコヴィア、ヴィスワ・クラクフ |
| ポーランド               | ワルシャワダービー                          | レギア・ワルシャワ、ポロニア・ワルシャワ                                                                                                 |
| ポーランド               | ポズナンダービー                            | レフ・ポズナン、ヴァルタ・ポズナン |
| ポーランド               | ウッチダービー                              | ヴィジェフ・ウッチ、ŁKSウッチ |
| ポーランド               | グダニスクダービー (トリシティーダービー)   | アルカ・グディニャ、レヒア・グダニスク                                                                                                   |
| ポーランド               | 上シレジアダービー                          | グールニク・ザブジェ、ルフ・ホジューフ、ポロニア・ビトム、GKSカトヴィツェ                                                                |
| デンマーク               | オーフスダービー                            | オーフスGF、オーフス・フレマド |
| デンマーク               | ユトランドダービー                          | オールボーBK、オーフスGF |
| スウェーデン             | ストックホルムダービー                      | AIKソルナ、ユールゴーデンIF、ハンマルビーIF                                                                                              |
| スウェーデン             | ヨーテボリダービー                          | IFKヨーテボリ、エルグリーテIS、GAIS |
| スウェーデン             | マルメダービー                              | マルメFF、IFKマルメ |
| スウェーデン             | スコーネダービー                            | マルメFF、ヘルシンボリIF |
| スウェーデン             | ノルシェーピンダービー                      | IFKノルシェーピン、IFシルビア |
| ノルウェー               | オスロダービー                              | ヴォレレンガ・フォトバル、FKリン |
| ノルウェー               | ヤーレンダービー                            | バイキングFK、ブリンFK |
| ノルウェー               | エストフォルダービー                        | フレドリクスタFK、サルプスボルグ08、モスFK                                                                                               |
| ノルウェー               | ムーレ・オ・ロムスダールダービー            | モルデFK、オーレスンFK |
| ノルウェー               | セントラルダービー                          | ローゼンボリBK、モルデFK |
| ノルウェー               | 北部ダービー                                | FKボデ/グリムト、トロムソIL |
| ノルウェー               | 西海岸ダービー                              | バイキングFK、SKブラン |
| ノルウェー               | サウスウェストダービー                      | バイキングFK、IKスタルト |
| フィンランド             | ヘルシンキダービー                          | HJKヘルシンキ、HIFK Fotball |
| フィンランド             | キュミダービー                              | ミリコスケン・パロ47、FCコーテーペー |
| フィンランド             | ピルカンマーダービー                        | FCハカ、タンペレ・ユナイテッド |
| フィンランド             | オストロボスニアダービー                    | ヴァーサン・パロセウラ、FFヤロ |
| フィンランド             | トゥルクダービー                            | トゥルン・パロセウラ、FCインテル・トゥルク                                                                                               |
| フィンランド             | サヴォニアダービー                          | クオピオン・パロセウラ、ミッケリン・パロイリャート                                                                                       |
| アイスランド             | レイキャヴィークダービー                    | KRレイキャヴィーク、バルー・レイキャヴィーク                                                                                             |
| ロシア                   | モスクワダービー                            | FCディナモ・モスクワ、FCスパルタク・モスクワ、FCロコモティフ・モスクワ、 PFC CSKAモスクワ、FCトルペド・モスクワ                          |
| ロシア                   | サンクトペテルブルクダービー                | FCゼニト・サンクトペテルブルク、ディナモ・サンクトペテルブルク                                                                           |
| ロシア                   | ロストフダービー                            | FCロストフ、FC SKAロストフ・ナ・ドヌ |
| ロシア                   | モスクワ州ダービー                          | サトゥルン・ラメンスコーエ、FCヒムキ |
| ロシア                   | タタールスタンダービー                      | FCルビン・カザン、KAMAZナーベレジヌイェ・チェルヌイ                                                                                      |
| ロシア                   | ヴォルガダービー                            | FCルビン・カザン、クリリヤ・ソヴェトフ・サマーラ                                                                                         |
| ロシア                   | ニジニ・ノヴゴロドダービー                  | FCヴォルガ・ニジニ・ノヴゴロド、FCニジニ・ノヴゴロド                                                                                     |
| ロシア                   | クラスノダールダービー                      | FCクバン・クラスノダール、FCクラスノダール                                                                                               |
| ロシア                   | 南部ダービー                                | FCクバン・クラスノダール、FCチェルノモレツ・ノヴォロシースク                                                                             |
| ロシア                   | ウラルダービー                              | FCアムカル・ペルミ、FCウラル・スヴェルドロフスク・オブラスト                                                                             |
| ロシア                   | シベリアダービー                            | FCトム・トムスク、FCシビル・ノヴォシビルスク                                                                                             |
| ウクライナ               | キエフダービー                              | FCディナモ・キーウ、FCアルセナル・キエフ、FCオボロン・キエフ                                                                             |
| ウクライナ               | ドネツクダービー                            | FCシャフタール・ドネツク、FCメタルルフ・ドネツィク                                                                                       |
| ウクライナ               | ハルキウダービー                            | FCメタリスト・ハルキウ、FCハルキウ |
| ウクライナ               | ドニエプルダービー                          | FCドニプロ、FCメタルルフ・ザポリージャ                                                                                                   |
| ウクライナ               | ドニプロペトロウシク州ダービー              | FCドニプロ、FCクリヴバス・クルィヴィーイ・リーフ                                                                                         |
| ウクライナ               | リヴィウダービー                            | FCカルパティ・リヴィウ、FCリヴィウ |
| ウクライナ               | 西部ダービー                                | FCカルパティ・リヴィウ、FCヴォリン・ルーツィク、FCザカルパティア・ウズゴロド                                                             |
| クロアチア               | ザグレブダービー                            | NKディナモ・ザグレブ、NKザグレブ |
| クロアチア               | アドリアダービー                            | ハイドゥク・スプリト、HNKリエカ |
| クロアチア               | スラヴォニアダービー                        | NKオシエク、HNKチバリア |
| スロベニア               | ノースイースタンダービー                    | NKマリボル、NŠムラ |
| スロベニア               | スティリアンダービー                        | NKマリボル、NKツェリェ |
| スロベニア               | リットラルダービー                          | FCコペル、NDゴリツァ |
| スロバキア               | ブラチスラヴァダービー                      | ŠKスロヴァン・ブラチスラヴァ、FKインテル・ブラチスラヴァ、FCペトルジャルカ・アカデーミア                                                 |
| スロバキア               | 東部ダービー                                | FC VSSコシツェ、1FCタトラン・プレショフ                                                                                                  |
| セルビア                 | ベオグラードダービー                        | レッドスター・ベオグラード、パルチザン・ベオグラード、FKチュカリチュキ、FKヴォジュドヴァツ、FKラド・ベオグラード                         |
| セルビア                 | ヴォイヴォディナダービー                    | FKヴォイヴォディナ・ノヴィ・サド、FKプロレテル・ノヴィ・サド、FKスパルタク・スボティツァ、FK TSC、FKインジヤ                             |
| ハンガリー               | ブダペストダービー                          | フェレンツヴァーロシュTC、ウーイペシュトFC、MTKブダペストFC、 ブダペスト・ホンヴェードFC、ヴァシャシュSC                                 |
| ブルガリア               | ソフィアダービー                            | PFCレフスキ・ソフィア、PFC CSKAソフィア、PFCロコモティフ・ソフィア、 PFCスラヴィア・ソフィア                                             |
| ブルガリア               | プロヴディフダービー                        | PFCボテフ・プロヴディフ、PFCロコモティフ・プロヴディフ、マリツァ・プロヴディフ、スパルタク・プロヴディフ                                 |
| ブルガリア               | ヴァルナダービー                            | PFCチェルノ・モレ・ヴァルナ、PFCスパルタク・ヴァルナ                                                                                     |
| ボスニア・ヘルツェゴビナ | サラエヴォダービー                          | FKサラエヴォ、FKジェリェズニチャル・サラエヴォ、FKオリンピク・サラエヴォ                                                                 |
| ボスニア・ヘルツェゴビナ | モスタルダービー                            | HŠKズリニスキ・モスタル、FKヴェレジュ・モスタル                                                                                          |
| モンテネグロ             | ポドゴリツァダービー                        | FKブドゥチノスト・ポドゴリツァ、FKゼタ・ゴルボヴツィ                                                                                     |
| ルーマニア               | ブカレストダービー                          | FCステアウア・ブカレスト、FCディナモ・ブカレスト、FCラピド・ブカレスト                                                                   |
| ルーマニア               | クルージュ＝ナポカダービー                  | CFRクルジュ、FCウニヴェルシタテア・クルジュ                                                                                              |
| ルーマニア               | プロイェシュティダービー                    | FCアストラ、FCペトロルル・プロイェシュティ                                                                                               |
| ルーマニア               | 西部ダービー (デルビ=ウル・ヴェストゥルイ)  | UTAアラド、FCポリテフニカ・ティミショアラ                                                                                                |
| ギリシャ                 | アテネダービー                              | オリンピアコスFC、パナシナイコスFC、AEKアテネFC                                                                                          |
| ギリシャ                 | テッサロニキダービー                        | PAOKテッサロニキ、アリス・テッサロニキ、イラクリス・テッサロニキFC                                                                       |
| トルコ                   | イスタンブールダービー                      | ガラタサライSK、ベシクタシュJK、フェネルバフチェSK                                                                                       |
| トルコ                   | クタラララス・デルビ (大陸間ダービー)       | ガラタサライSK、フェネルバフチェSK |
| トルコ                   | アンカラダービー                            | MKEアンカラギュジュ、ゲンチレルビルリイSK                                                                                                |
| トルコ                   | イズミルダービー                            | アルタイSK、ブジャスポル、カルシュヤカSK、ギョズテペSK                                                                                   |
| トルコ                   | 黒海ダービー                                | トラブゾンスポル・クラブ、チャイクル・リゼスポル                                                                                         |
| トルコ                   | アダナダービー                              | アダナスポル、アダナ・デミルスポル |
| キプロス                 | ニコシアダービー                            | APOELニコシア、オモニア・ニコシア、オリンピアコス・ニコシア                                                                              |
| キプロス                 | リマソールダービー                          | AELリマソール、アポロン・リマソール、アリス・リマソール                                                                                  |
| キプロス                 | ファマグスタダービー                        | アノルトシス・ファマグスタ、ネア・サラミス・ファグマスタ                                                                                 |
| キプロス                 | ラルナカダービー                            | ペゾポリコス・ラルナカ、EPAラルナカ |
| 北マケドニア             | スコピエダービー                            | FKバルダール、FCシュクピ |
| アルバニア               | ティラナダービー                            | KFティラナ、KSディナモ・ティラナ、FKパルティザニ・ティラナ                                                                               |
| イスラエル               | ハイファダービー                            | マッカビ・ハイファFC、ハポエル・ハイファFC                                                                                               |
| イスラエル               | テルアビブダービー                          | ハポエル・テルアビブFC、マッカビ・テルアビブFC、ブネイ・イェフダ・テルアビブFC                                                           |
| イスラエル               | エルサレムダービー                          | ベイタル・エルサレムFC、ハポエル・エルサレムFC                                                                                           |
| イスラエル               | ペタク・チクヴァダービー                    | ハポエル・ペタク・チクヴァFC、マッカビ・ペタク・チクヴァFC                                                                               |
| マルタ                   | 首都・郊外ダービー                          | バレッタFC、フロリアーナFC |
| マルタ                   | オールドファームダービー                    | フロリアーナFC、スリマ・ワンダラーズFC                                                                                                   |
| フェロー諸島             | トースハウンダービー                        | HBトースハウン、B36トースハウン |
| エストニア               | タリンダービー                              | FCレバディア・タリン、FCフローラ・タリン、FC TVMKタリン、FCアヤックス・ラスナマエ、JKタリナ・カレフ                                      |
| ラトビア                 | リガダービー                                | スコントFC、FKオィムプス/ルフス |
| ラトビア                 | ダウガフピルスダービー                      | FCダウガヴァ、ディナブルグFC |
| ラトビア                 | ヴェンツピルスダービー                      | FKヴェンツピルス、FKツランジツ |
| リトアニア               | ヴィリニュスダービー                        | FKジャルギリス、FKヴェトラ |
| ベラルーシ               | ミンスクダービー                            | FCディナモ・ミンスク、FCパルティザン・ミンスク、FCミンスク                                                                               |
| モルドバ                 | キシナウダービー                            | FCジンブル・キシナウ、FCダチア・キシナウ、CSCAラピド・キシナウ、FCアカデミアUTMキシナウ                                                  |
| モルドバ                 | ティラスポリダービー                        | FCシェリフ・ティラスポリ、FCティラスポリ                                                                                                 |
| ジョージア               | トビリシダービー                            | FCディナモ・トビリシ、FCロコモティヴィ・トビリシ                                                                                         |
| アゼルバイジャン         | バクーダービー                              | ネフチ・バクー、ケシュラFK（旧インテル・バクー）、FKバクー                                                                               |
| アルメニア               | エレバンダービー                            | FCアララト・エレバン、FCピュニク・エレバン                                                                                               |

#### 南米 (CONMEBOL)
|              | ダービー名                                      | 対戦クラブ                                                                               |
| ------------ | ----------------------------------------------- | ---------------------------------------------------------------------------------------- |
| ブラジル     | リオデジャネイロダービー                        | CRフラメンゴ、フルミネンセFC、CRヴァスコ・ダ・ガマ、ボタフォゴFR                         |
| ブラジル     | サンパウロダービー                              | SCコリンチャンス・パウリスタ、SEパルメイラス、サンパウロFC                               |
| ブラジル     | ポルト・アレグレダービー                        | グレミオFBPA、SCインテルナシオナル                                                       |
| ブラジル     | ベロオリゾンテダービー                          | アトレチコ・ミネイロ、クルゼイロEC、アメリカFC                                           |
| ブラジル     | カンピーナスダービー                            | グアラニFC、AAポンチ・プレッタ                                                           |
| ブラジル     | ゴイアニアダービー                              | ゴイアスEC、アトレチコ・ゴイアニエンセ、ヴィラ・ノヴァFC                                 |
| ブラジル     | クリチバダービー                                | コリチーバFC、アトレチコ・パラナエンセ、パラナ・クルーベ                                 |
| ブラジル     | フロリアノーポリスダービー                      | アヴァイFC、フィゲイレンセFC                                                             |
| ブラジル     | カシアスダービー                                | ECジュベントゥージ、SERカシアス・ド・スル                                                |
| ブラジル     | サルヴァドールダービー                          | ECヴィトーリア、ECバイーア                                                               |
| ブラジル     | フォルタレザダービー                            | フォルタレーザEC、セアラーSC、フェロヴィアリオAC                                         |
| ブラジル     | レシフェダービー                                | スポルチ・レシフェ、クルーベ・ナウチコ・カピバリベ、サンタクルスFC                       |
| ブラジル     | ブラジリアダービー                              | SEガマ、ブラジリエンセFC                                                                 |
| アルゼンチン | スーペルクラシコ                                | ボカ・ジュニアーズ、CAリーベル・プレート                                                 |
| アルゼンチン | アベジャネーダダービー                          | CAインデペンディエンテ、ラシン・クラブ                                                   |
| アルゼンチン | ロサリオダービー                                | ニューウェルズ・オールドボーイズ、CAロサリオ・セントラル                                 |
| アルゼンチン | クラシコ・ポルテーニョ                          | CAウラカン、CAサン・ロレンソ・デ・アルマグロ                                             |
| アルゼンチン | ラプラタダービー                                | エストゥディアンテス・デ・ラ・プラタ、クルブ・デ・ヒムナシア・イ・エスグリマ・ラ・プラタ |
| アルゼンチン | 西部ダービー                                    | クルブ・フェロ・カリル・オエステ、CAベレス・サルスフィエルド                             |
| アルゼンチン | サンタフェダービー                              | CAコロン、CAウニオン                                                                     |
| アルゼンチン | コルドバダービー                                | CAベルグラーノ、CAタジェレス、インスティトゥートACコルドバ、CAラシン                     |
| アルゼンチン | トゥクマンダービー                              | CAサン・マルティン、アトレティコ・トゥクマン                                             |
| アルゼンチン | ビジャ・クレスポダービー                        | CAアトランタ、CAチャカリタ・ジュニアーズ                                                 |
| アルゼンチン | キルメスダービー                                | CAアルヘンティーノ・デ・キルメス、キルメスAC                                             |
| アルゼンチン | 北部ダービー                                    | CAプラテンセ、CAティグレ                                                                 |
| アルゼンチン | メンドーサダービー                              | CAヒムナシア・イ・エスグリマ、CSインデペンディエンテ・リバダビア                         |
| アルゼンチン | 南部ダービー                                    | CAラヌース、CAバンフィエルド                                                             |
| ウルグアイ   | セロダービー (クラシコ・デ・ラ・ビジャ)         | CAセロ、ランプラ・ジュニオルスFC                                                         |
| ウルグアイ   | プラドダービー                                  | モンテビデオ・ワンダラーズFC、CAベジャ・ビスタ、CAリーベル・プレート                     |
| ウルグアイ   | セリートダービー                                | CSセリート、CAレンティスタス                                                             |
| ウルグアイ   | パルケ・アトジェダービー                        | セントラル・エスパニョールFC、CSミラマール・ミシオネス                                   |
| チリ         | クラシコ・ウニベルシタリオ                      | クルブ・ウニベルシダ・デ・チレ、ウニベルシダ・カトリカ                                   |
| チリ         | クラシコ・ポルテーニョ                          | CDサンティアゴ・ワンダラーズ、エベルトン・デ・ビニャ・デル・マール                       |
| コロンビア   | ボゴタダービー (クラシコ・カピタリーノ)         | ミジョナリオスFC、インデペンディエンテ・サンタフェ                                       |
| コロンビア   | カリダービー (クラシコ・バジェカウカーノ)       | アメリカ・デ・カリ、デポルティーボ・カリ                                                 |
| コロンビア   | メデジンダービー (クラシコ・パイサ)             | アトレティコ・ナシオナル、インデペンディエンテ・メデジン                                 |
| エクアドル   | クラシコ・デル・アスティジェーロ                | バルセロナSC、CSエメレク                                                                 |
| エクアドル   | キトダービー                                    | LDUキト、CDエル・ナシオナル、デポルティーボ・キト                                        |
| ボリビア     | ラパスダービー                                  | ザ・ストロンゲスト、クルブ・ボリバル                                                     |
| ボリビア     | サンタ・クルスダービー (クラシコ・クルセーニョ) | クルブ・ブルーミング、オリエンテ・ペトロレロ                                             |
| ベネズエラ   | カラカスダービー                                | カラカスFC、デポルティーボ・ペタレFC                                                     |
| ベネズエラ   | アンデスダービー (クラシコ・デ・ロス・アンデス) | デポルティーボ・タチラFC、エストゥディアンテス・デ・メリダFC                             |

#### 北中米カリブ海 (CONCACAF)
|                       | ダービー名                                            | 対戦クラブ                                                                             |
| --------------------- | ----------------------------------------------------- | -------------------------------------------------------------------------------------- |
| アメリカ合衆国        | エル・トラフィコ                                      | ロサンゼルス・ギャラクシー、ロサンゼルスFC                                             |
| アメリカ合衆国        | カリフォルニアクラシコ                                | ロサンゼルス・ギャラクシー、サンノゼ・アースクエイクス                                 |
| アメリカ合衆国        | ニューヨークダービー （ハドソンリバー・ダービー）     | ニューヨーク・シティFC、ニューヨーク・レッドブルズ                                     |
| アメリカ合衆国        | テキサスダービー （コパ・テジャス）                   | FCダラス、ヒューストン・ダイナモ 、オースティンFC                                      |
| アメリカ合衆国        | アトランティックダービー （アトランティック・カップ） | D.C. ユナイテッド、ニューヨーク・レッドブルズ                                          |
| アメリカ合衆国        | オハイオダービー                                      | コロンバス・クルー、FCシンシナティ                                                     |
| アメリカ合衆国        | フロリダダービー                                      | オーランド・シティSC、インテル・マイアミCF                                             |
| アメリカ合衆国 カナダ | カスケードダービー （カスケーディア・カップ）         | シアトル・サウンダーズFC、ポートランド・ティンバーズ、バンクーバー・ホワイトキャップス |
| カナダ                | カナディアンクラシック （401ダービー）                | トロントFC、モントリオール・インパクト                                                 |
| カナダ                | 905ダービー                                           | フォージFC、ヨーク9FC                                                                  |
| メキシコ              | メキシコシティダービー                                | クルブ・アメリカ、クルブ・ウニベルシダ・ナシオナル、クルス・アスル                     |
| メキシコ              | クラシコ・タパティオ                                  | CDグアダラハラ、CFアトラス                                                             |
| メキシコ              | モンテレイダービー （クラシコ・レヒオモンターノ）     | CFモンテレイ、UANLティグレス                                                           |

#### アジア (AFC)
|                  | ダービー名                              | 対戦クラブ |
| ---------------- | --------------------------------------- | --- |
| 日本             | →詳細は「 日本のダービーマッチ 」を参照 | →詳細は「 日本のダービーマッチ 」を参照                                                                                 |
| 韓国             | ソウルダービー                          | FCソウル、ソウルイーランドFC                                                                                            |
| 韓国             | 水原ダービー                            | 水原三星ブルーウィングス、水原FC                                                                                        |
| 韓国             | ヒュンダイダービー                      | 全北現代モータース、蔚山HD FC                                                                                           |
| 中国             | 上海ダービー                            | 上海申花足球倶楽部、上海海港足球倶楽部                                                                                  |
| 中国             | 広州ダービー                            | 広州足球倶楽部、広州城足球倶楽部                                                                                        |
| 中国             | 北京ダービー                            | 北京中赫国安足球倶楽部、北京人和足球倶楽部、北京北体大足球倶楽部                                                        |
| 中国             | 天津ダービー                            | 天津津門虎足球倶楽部、天津天海足球倶楽部                                                                                |
| 中国             | 瀋陽ダービー                            | 瀋陽東進足球倶楽部、瀋陽中沢足球倶楽部                                                                                  |
| 中国             | 山東ダービー                            | 山東泰山足球倶楽部、青島中能足球倶楽部                                                                                  |
| 中国             | 吉林ダービー                            | 長春亜泰足球倶楽部、延辺富徳足球倶楽部                                                                                  |
| オーストラリア   | メルボルンダービー                      | メルボルン・ビクトリーFC、メルボルン・シティFC                                                                          |
| オーストラリア   | シドニーダービー                        | シドニーFC、ウェスタン・シドニー・ワンダラーズFC                                                                        |
| タイ王国         | チョンブリーダービー                    | チョンブリーFC、パタヤ・ユナイテッドFC、シーラーチャーFC                                                                |
| マレーシア       | セランゴールダービー                    | セランゴールFA、PKNS FC                                                                                                 |
| マレーシア       | ボルネオダービー                        | サラワクFA、サバFA |
| マレーシア       | クアラルンプールダービー                | クアラルンプールFA、FELDAユナイテッドFC                                                                                 |
| マレーシア       | ジョホールダービー                      | ジョホール・ダルル・タクジムII FC、ジョホール・ダルル・タクジムFC                                                       |
| シンガポール     | ユニフォームダービー                    | ホーム・ユナイテッド、ウォリアーズFC                                                                                    |
| シンガポール     | イースタン・ダービー                    | タンピネス・ローバースFC、ゲイラン・インターナショナルFC                                                                |
| インドネシア     | マランダービー                          | アレマ・インドネシアFC、プルセマ・マラン                                                                                |
| インドネシア     | ジャカルタダービー                      | ペルシヤ・ジャカルタ、ペルシタラ・ジャカルタ                                                                            |
| インドネシア     | パプアダービー                          | プルシプラ・ジャヤプラ、ペルシワ・ワメナ                                                                                |
| ウズベキスタン   | タシュケントダービー                    | FCブニョドコル、FCパフタコール・タシュケント                                                                            |
| インド           | コルカタダービー                        | モフン・バガン・スーパー・ジャイアント、イースト・ベンガルFC、プラヤーグ・ユナイテッドSC、パリアン・アローズ            |
| インド           | ムンバイダービー                        | エア・インディアFC、ムンバイFC、ONGC FC                                                                                 |
| インド           | ゴアダービー                            | サルガオカーFC、デンポSC                                                                                                |
| イラン           | テヘランダービー                        | ペルセポリスFC、エステグラルFC、スティール・アジンFC、ラーフ・アーハンFC                                                |
| イラン           | ナクシェ・ジャハーン・ダービー          | フーラッド・モバラケ・セパハンFC、ゾブ・アハン・エスファハーンFC                                                        |
| イラン           | マシュハドダービー                      | パヤーム・マシュハドFC、アブーモスレムFC                                                                                |
| イラン           | ギーラーン州ダービー                    | マラヴァーンFC、ペガーフ・ギーラーンFC                                                                                  |
| イラン           | アフヴァーズダービー                    | フーラードFC、エステグラル・アフヴァーズFC                                                                              |
| イラン           | シーラーズダービー                      | バルグ・シーラーズFC、ファジュル・セパーシーFC                                                                          |
| イラン           | タブリーズダービー                      | シャフルダーリー・タブリーズFC、トラークトゥール・サーズィーFC                                                          |
| イラク           | バグダードダービー                      | アル・タラバ、アル・ザウラーSC                                                                                          |
| シリア           | ダマスカスダービー                      | アル・ジャイシュ・ダマスカス、アル・ワフダ・ダマスカス                                                                  |
| シリア           | アレッポダービー                        | アル・イテハド・アレッポ、アル・フッリーヤSC                                                                            |
| ヨルダン         | アンマンダービー                        | アル・ファイサリー・アンマン、アル・ワフダート・クラブ                                                                  |
| アラブ首長国連邦 | アブダビダービー                        | アル・ワフダ・アブダビ、アル・ジャジーラ・クラブ                                                                        |
| アラブ首長国連邦 | ドバイダービー                          | アル・アハリ・ドバイ、アル・シャバーブ・アル・アラビークラブ、アル・ワスルFC、アル・ナスルSC                            |
| カタール         | ドーハダービー                          | アル・サッド、アル・アラビ・ドーハ、アル・ガラファ、カタールSC、レフウィヤSC アル・ハリティヤート、アル・アハリ・ドーハ |
| サウジアラビア   | リヤドダービー                          | アル・ヒラル、アル・ナスル、アル・シャバブ・リヤド                                                                      |
| サウジアラビア   | ジッダダービー                          | アル・イテハド、アル・アハリ・サウジFC                                                                                  |
| バーレーン       | リファーダービー                        | アル・リファーSC、イースト・リファー・クラブ                                                                            |
| バーレーン       | ムハッラクダービー                      | アル・ムハッラク・クラブ、バーレーン・クラブ                                                                            |
| バーレーン       | マナーマダービー                        | アル・アハリ・マナーマ、マナーマ・クラブ                                                                                |

#### アフリカ (CAF)
|                  | ダービー名               | 対戦クラブ                                                         |
| ---------------- | ------------------------ | ------------------------------------------------------------------ |
| アルジェリア     | アルジェダービー         | USMアルジェ、MCアルジェ                                            |
| アルジェリア     | オランダービー           | MCオラン、ASMオラン                                                |
| チュニジア       | チュニスダービー         | エスペランス・スポルティーブ・ドゥ・チュニス、クラブ・アフリカーン |
| モロッコ         | カサブランカダービー     | ウィダード・カサブランカ、ラジャ・カサブランカ                     |
| カメルーン       | ヤウンデダービー         | キャノン・ヤウンデ、トネール・ヤウンデ                             |
| コートジボワール | アビジャンダービー       | ASECミモザ、アフリカ・スポール                                     |
| タンザニア       | ダルエスサラームダービー | ヤング・アフリカンズSC、シンバSC                                   |
| ジンバブエ       | ハラレダービー           | ダイナモズFC、CAPSユナイテッドFC                                   |
| ジンバブエ       | ブラワヨダービー         | ハイランダーズFC、ジンバブエ・セインツFC                           |
| 南アフリカ       | ソウェトダービー         | カイザー・チーフスFC、オーランド・パイレーツFC                     |
| 南アフリカ       | ケープタウンダービー     | アヤックス・ケープタウンFC、サントスFC                             |
| 南アフリカ       | ツワネダービー           | マメロディ・サンダウンズFC、スーパースポート・ユナイテッドFC       |
| 南アフリカ       | ダーバンダービー         | アマ・ズールーFC、ゴールデン・アローズFC                           |

#### オセアニア (OFC)
|                  | ダービー名           | 対戦クラブ                                       |
| ---------------- | -------------------- | ------------------------------------------------ |
| ニュージーランド | オークランドダービー | オークランド・シティFC、ワイタケレ・ユナイテッド |

## ナショナルダービー

### クラブチーム

#### ヨーロッパ (UEFA)
| 国                       | ダービー名               | 対戦クラブ                                                          |
| ------------------------ | ------------------------ | ------------------------------------------------------------------- |
| イングランド             | ノースウェスト・ダービー | マンチェスター・ユナイテッドFC、リヴァプールFC                      |
| スペイン                 | エル・クラシコ           | レアル・マドリード、FCバルセロナ                                    |
| ポルトガル               | オ・クラシコ             | FCポルト、SLベンフィカ                                              |
| イタリア                 | イタリアダービー         | ユヴェントスFC、インテルナツィオナーレ・ミラノ                      |
| フランス                 | ル・クラスィク           | パリ・サンジェルマンFC、オリンピック・マルセイユ                    |
| オランダ                 | デ・クラシケル           | アヤックス・アムステルダム、フェイエノールト、PSVアイントホーフェン |
| ドイツ                   | デア・クラシカー         | ボルシア・ドルトムント、FCバイエルン・ミュンヘン                    |
| デンマーク               | ニューファーム           | ブレンビーIF、FCコペンハーゲン                                      |
| ウクライナ               | ウクライナダービー       | FCディナモ・キーウ、FCシャフタール・ドネツク                        |
| ギリシャ                 | ギリシャダービー         | オリンピアコスFC、パナシナイコスFC                                  |
| セルビア                 | ヴェチティ・デルビ       | レッドスター・ベオグラード、パルチザン・ベオグラード                |
| クロアチア               | ヴィエチュニ・デルビ     | NKディナモ・ザグレブ、HNKハイドゥク・スプリト                       |
| スロベニア               | ヴェチュニ・デルビ       | NKマリボル、NKオリンピア・リュブリャナ                              |
| 北マケドニア             | ヴェチュノ・デルビ       | FKバルダール、FKペリステル                                          |
| ボスニア・ヘルツェゴビナ | ヴィエチティ・デルビ     | FKジェリェズニチャル・サラエヴォ、FKサラエヴォ                      |
| モンテネグロ             | ヴェチティ・デルビ       | FKスティエスカ・ニクシッチ、FKブドゥチノスト・ポドゴリツァ          |
| アルバニア               | アルバニア・ダービー     | KFティラナ、FKヴラズニア・シュコダル                                |
| スロバキア               | スロバキア・ダービー     | ŠKスロヴァン・ブラチスラヴァ、FCスパルタク・トルナヴァ              |
| イスラエル               | イスラエル・ダービー     | マッカビ・テルアビブFC、マッカビ・ハイファFC                        |
| リトアニア               | リトアニア・ダービー     | FBKカウナス、FKエクラナス・パネヴェジース                           |
| ジョージア               | ジョージアダービー       | FCディナモ・トビリシ、トルペド・クタイシ                            |
| アゼルバイジャン         | アゼルバイジャンダービー | ネフチ・バクー、FKハザル・レンコラン                                |

#### 南米 (CONMEBOL)
| 国           | ダービー名                                  | 対戦クラブ                                                                 |
| ------------ | ------------------------------------------- | -------------------------------------------------------------------------- |
| アルゼンチン | ブエノスアイレスダービー (スーペルクラシコ) | ボカ・ジュニアーズ、CAリーベル・プレート                                   |
| ウルグアイ   | モンテビデオダービー (スーペルクラシコ)     | CAペニャロール、クルブ・ナシオナル・デ・フットボール                       |
| パラグアイ   | パラグアイダービー (スーペルクラシコ)       | オリンピア・アスンシオン、セロ・ポルテーニョ                               |
| チリ         | チリダービー (スーペルクラシコ)             | CSDコロコロ、クルブ・ウニベルシダ・デ・チレ                                |
| ベネズエラ   | ベネズエラダービー (クラシコナシオナル)     | カラカスFC、デポルティーボ・タチラFC                                       |
| ペルー       | ペルーダービー (エル・クラシコ・ペルアーノ) | アリアンサ・リマ、ウニベルシタリオ・デポルテス、スポルティング・クリスタル |

#### 北中米カリブ海 (CONCACAF)
| 国             | ダービー名                                  | 対戦クラブ                                                |
| -------------- | ------------------------------------------- | --------------------------------------------------------- |
| メキシコ       | メキシコダービー (スーペルクラシコ)         | クルブ・アメリカ、CDグアダラハラ                          |
| エルサルバドル | エルサルバドルダービー (クラシコナシオナル) | クルブ・デポルティーボFAS、クルブ・デポルティーボ・アギラ |
| コスタリカ     | コスタリカダービー (クラシコナシオナル)     | デポルティーボ・サプリサ、LDアラフエレンセ                |
| パナマ         | パナマダービー (スーペルクラシコナシオナル) | タウロFC、クルブ・デポルティーボ・プラサ・アマドル        |
| ホンジュラス   | ホンジュラスダービー (クラシコナシオナル)   | CDオリンピア、CDマラトン                                  |

#### アジア (AFC)
| 国             | ダービー名               | 対戦クラブ                                                 |
| -------------- | ------------------------ | ---------------------------------------------------------- |
| 韓国           | ナショナルダービー       | FCソウル、水原三星ブルーウィングス                         |
| 韓国           | 東海岸ダービー           | 蔚山現代FC、浦項スティーラース                             |
| 中国           | ナショナルダービー       | 北京中赫国安足球倶楽部、上海申花足球倶楽部                 |
| インドネシア   | クラシックダービー       | ペルシヤ・ジャカルタ、ペルシブ・マンドゥン                 |
| ウズベキスタン | ウズベク・エル・クラシコ | FCパフタコール・タシュケント、ネフチ・フェルガナ           |
| バングラデシュ | バングラデシュダービー   | アバハニ・リミテッド・ダッカ、モハメダンSC                 |
| イラン         | イランダービー           | ペルセポリスFC、フーラッド・モバラケ・セパハンFC           |
| クウェート     | クウェートダービー       | アル・アラビ・クウェート、アル・カーディシーヤ・クウェート |
| サウジアラビア | スーパーダービー         | アル・ヒラル、アル・イテハド                               |
| バーレーン     | バーレーンダービー       | アル・ムハッラク・クラブ、アル・アハリ・マナーマ           |

#### アフリカ (CAF)
| 国         | ダービー名         | 対戦クラブ                                       |
| ---------- | ------------------ | ------------------------------------------------ |
| エジプト   | エジプトダービー   | アル・アハリ、アル・ザマレク                     |
| ガーナ     | ガーナダービー     | アクラ・ハーツ・オブ・オーク、アサンテ・コトコSC |
| ジンバブエ | ジンバブエダービー | ダイナモズFC、ハイランダーズFC                   |

### ナショナルチーム
|            | ダービー名                   | 対戦国 |
| ---------- | ---------------------------- | --- |
| ヨーロッパ | イベリアダービー             | スペイン、ポルトガル |
| ヨーロッパ | ドーバー海峡ダービー         | フランス、イングランド |
| ヨーロッパ | 低地国ダービー               | オランダ、ベルギー |
| ヨーロッパ | イギリスダービー             | イングランド、スコットランド、ウェールズ、北アイルランド                                                                             |
| ヨーロッパ | 因縁の対決                   | フランス、イタリア（参照） ドイツ、セルビア（ユーゴスラビア） オランダ、チェコ デンマーク、スウェーデン（参照） セルビア、クロアチア |
| ヨーロッパ | 伝統の一戦                   | ドイツ、イングランド ドイツ、イタリア ドイツ、オランダ フランス、スペイン フランス、ベルギー                                         |
| 北中米     | 北中米ダービー（参照）       | アメリカ、メキシコ |
| 北中米     | 中米ダービー                 | エルサルバドル、ホンジュラス |
| 南米       | リオ・デ・ラ・プラタダービー | アルゼンチン、ウルグアイ |
| 南米       | 南米ダービー                 | アルゼンチン、ブラジル |
| アジア     | コリアダービー （南北対決）  | 韓国、北朝鮮 |
| アジア     | 日韓戦                       | 日本、韓国 |
| アジア     | 日中戦                       | 日本、中国 |
| アジア     | 日朝戦                       | 日本、北朝鮮 |
| アジア     | 日豪戦                       | 日本、オーストラリア |
| アジア     | 中韓戦（参照）               | 中国、韓国 |
| アジア     | イラン・イラクダービー       | イラン、イラク |
| アジア     | インド・パキスタンダービー   | インド、パキスタン |
| アフリカ   | アフリカダービー             | ナイジェリア、カメルーン |
| アフリカ   | マグリブダービー             | チュニジア、モロッコ |
| その他     | -                            | アルゼンチン、イングランド |
| その他     | -                            | アメリカ、イラン |
| その他     | -                            | アメリカ、イラク |
| その他     | ジブラルタル海峡ダービー     | スペイン、モロッコ |
| その他     | -                            | ブラジル、スウェーデン |
| その他     | -                            | ドイツ、アルゼンチン |